# 永宁寺碑
永宁寺碑或永宁寺石碑、永宁寺姐妹碑，全名敕修奴儿干永宁寺碑，泛指中国明代奴兒干都指揮使司在黑龙江入海口附近峭壁岩巅上树立的两块石碑。原碑址位于今俄罗斯联邦哈巴罗夫斯克边疆区烏爾奇區特林（俄语：Тыр）。其中一碑树立于永乐十一年（1413年），为在当地兴建永宁寺所立——《永宁寺记》（永乐碑）。宣德七年（1432年）亦失哈在外东北考察时见寺庙已毁，便下令重修永宁寺，同时另立一块石碑——《重建永宁寺记》（宣德碑）。永乐碑碑阳有汉文，碑阴有简易的蒙古文、女真文翻译，碑侧有汉文、蒙古文、藏文、女真文四种语文刻写的六字真言。宣德碑全为汉文。永乐碑碑高102厘米，宽49厘米，厚26厘米，碑底座为38厘米。宣德碑碑高120厘米，宽70厘米，厚32厘米。永乐碑是唯一在今俄罗斯境内发现的女真文石碑，也是唯一在女真金朝灭亡之后刻有女真文的石碑。永乐、宣德两块石碑同时见证了明朝初期对外东北地区的管辖。

## 来历
1409年（永乐七年），明朝在奴儿干地区（黑龙江、乌苏里江流域）设立招抚机构--奴儿干都指挥使司。明成祖朱棣派女真族宦官亦失哈作为钦差太监多次前往奴儿干都司巡视，宣谕抚慰当地人民，以便加强对这一地区的管理。亦失哈于1413年（永乐十一年）第三次巡视奴儿干都司，决定在该都司治所所在地附近原有观音堂的基础上修建一座供奉观世音菩萨的佛教寺庙，将该位于黑龙江入海口附近的奴儿干城的寺庙命名为“永宁寺”。永宁寺建好后，亦失哈在其上竖立了一块石碑（永乐碑），上刻《永宁寺记》碑文，上面记载着明朝建立奴儿干都司的史实及亦失哈本人前两次巡视的过程，以纪念永宁寺的修筑。亦失哈于1432年（明宣宗宣德七年）第十次巡视奴儿干都司时，发现原先建立的永宁寺已经毁坏，于是重建了永宁寺，并于次年（1433年）在其上再次竖立了一块石碑（宣德碑），上刻《重建永宁寺记》碑文，记载了重建永宁寺等情况。亦失哈所立的这两块碑被合称为永宁寺碑。

## 展出
1904年，两座石碑被搬移进符拉迪沃斯托克（海参崴）的两座博物馆。至2019年6月时，两碑同时存放于阿尔谢尼耶夫远东历史博物馆一楼室内，且皆配有碑座。且由于存放地近中国旅游团购物点百货大楼，来馆参观中国游客渐多。

## 图片

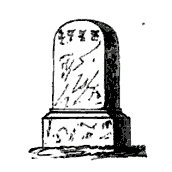
《永宁寺记》石碑（1904年被迁）
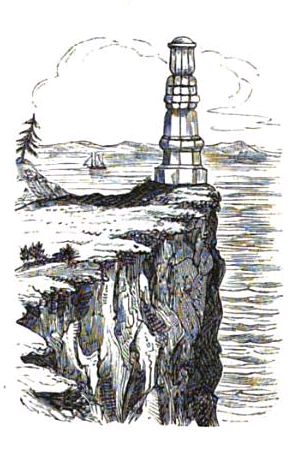
永宁寺遗留的石经幢（1904年被毁）
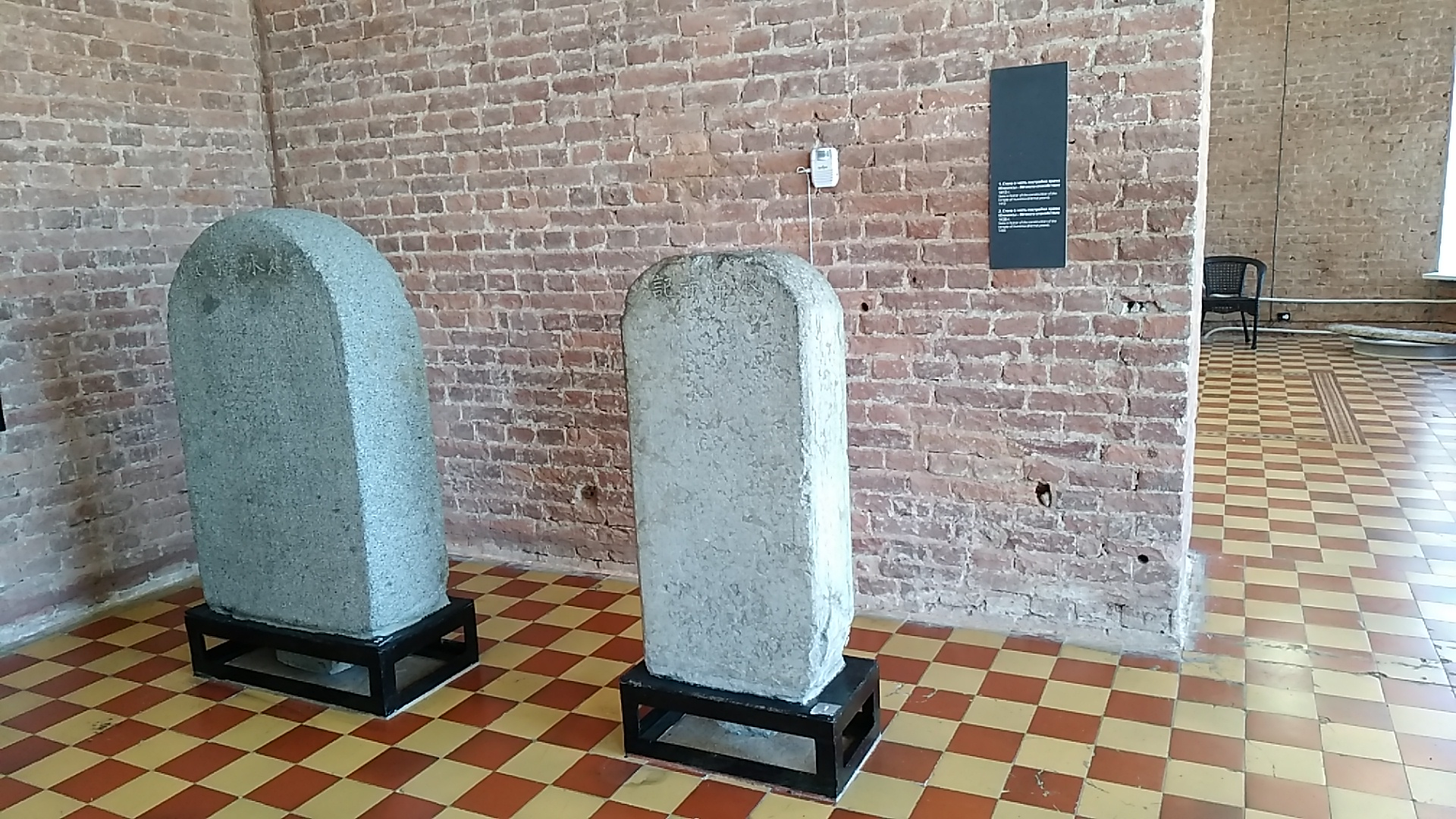
阿尔谢涅夫博物馆一楼室内的永宁寺姐妹碑
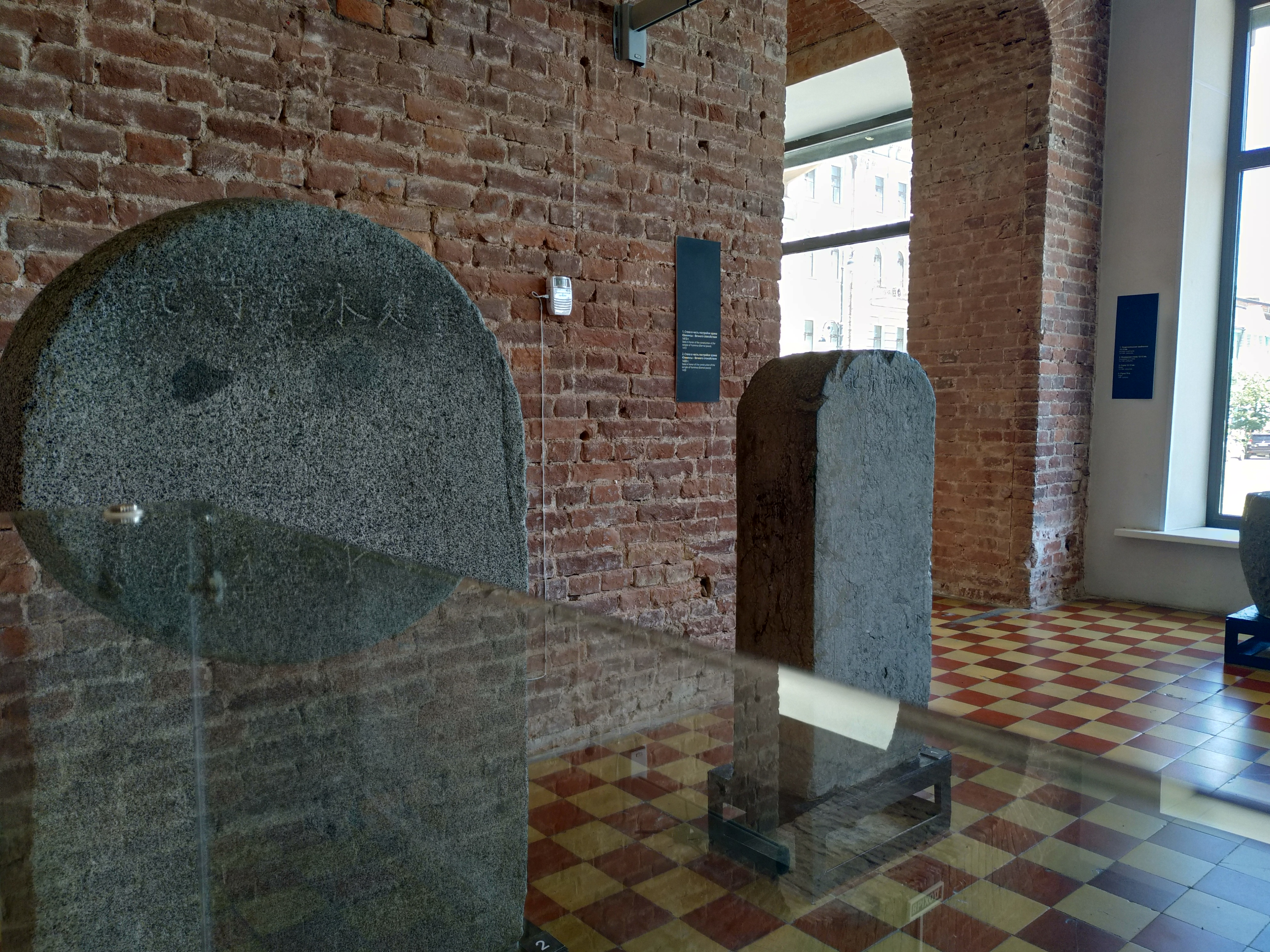
阿尔谢涅夫博物馆一楼室内的永宁寺姐妹碑，向窗外拍摄
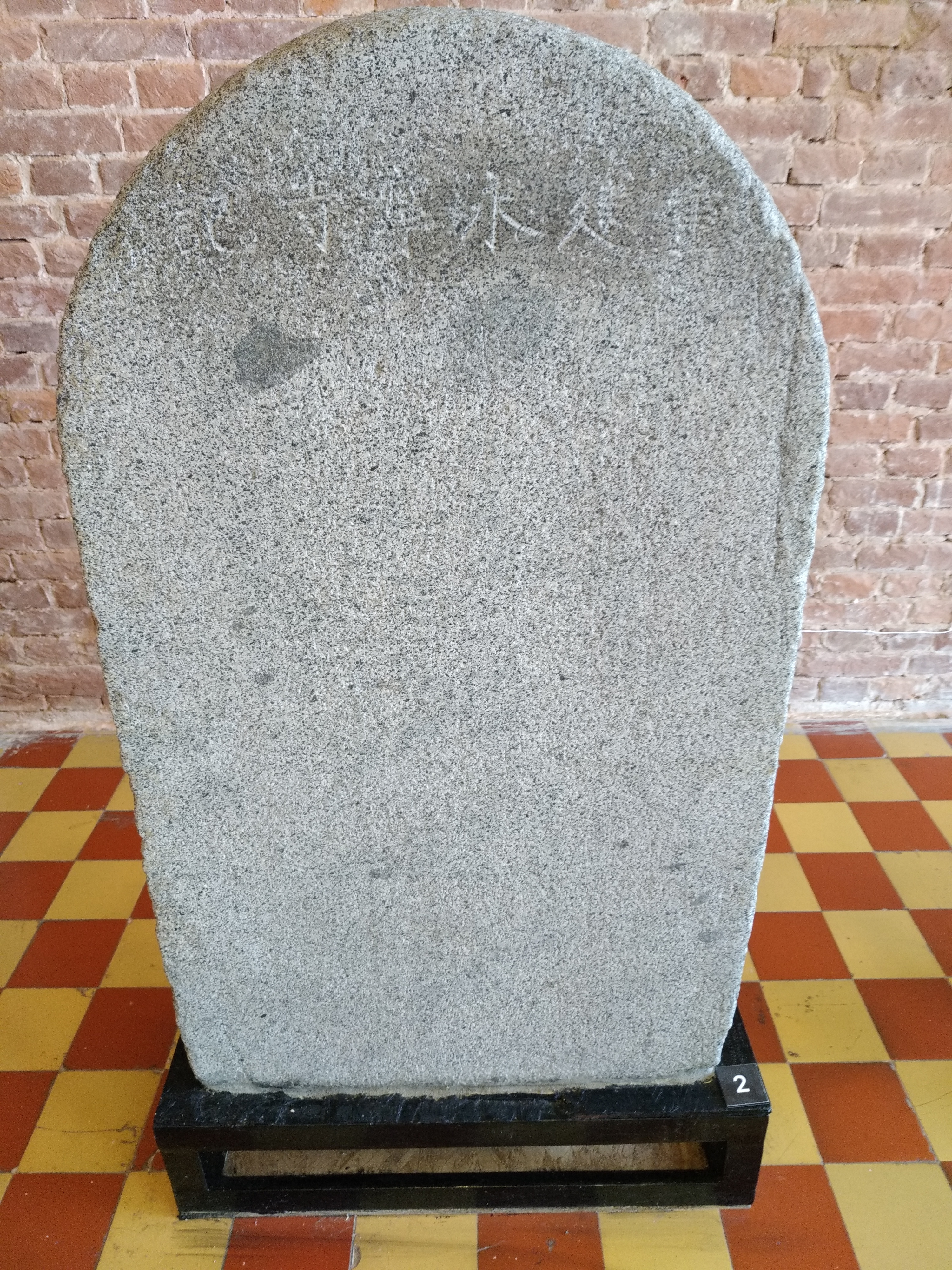
重建永宁寺碑特写
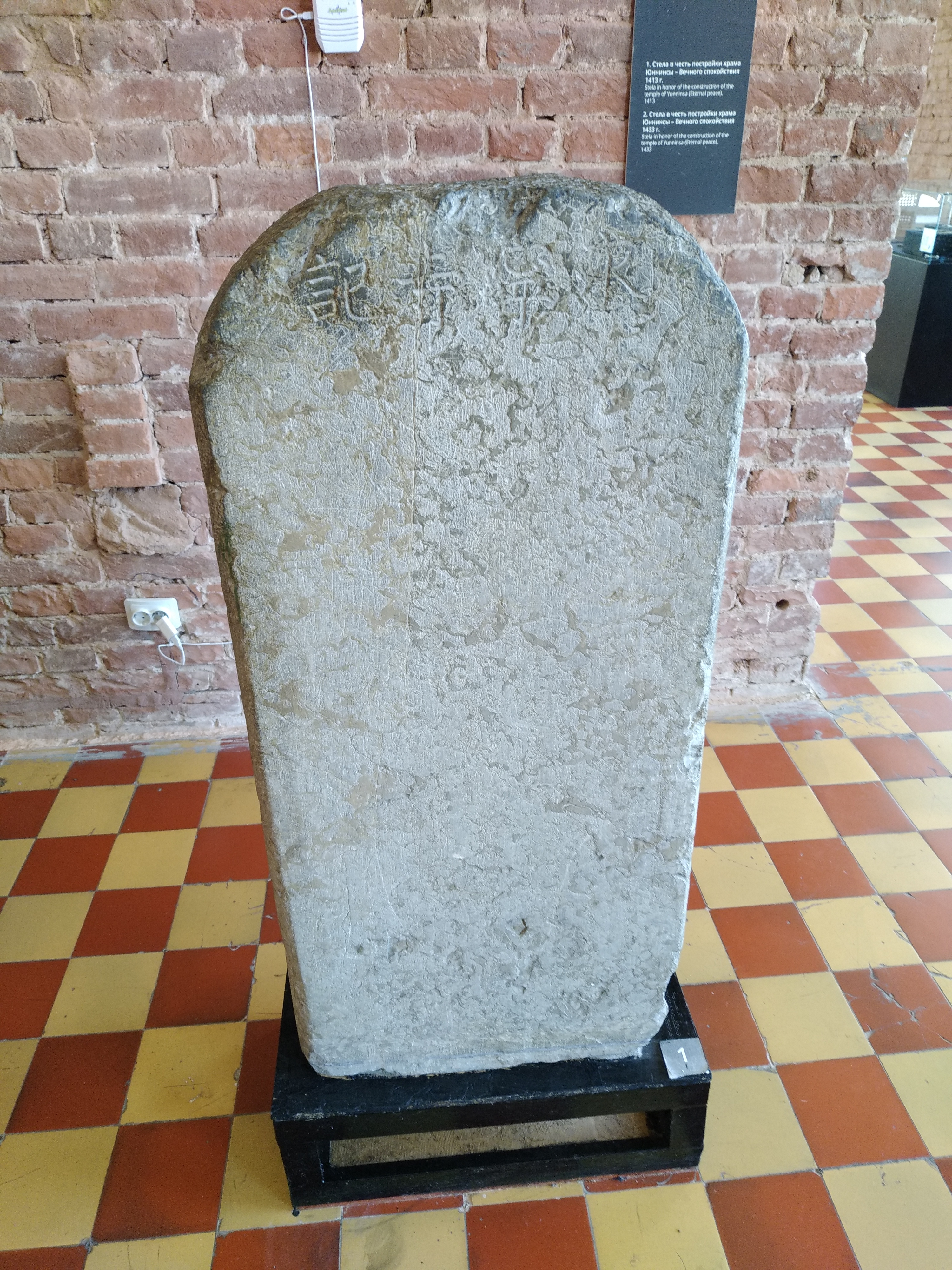
永宁寺碑特写

## 《永宁寺记》碑文

### 碑侧
永乐碑碑侧刻有用汉、蒙、藏、女真刻写佛教的六字真言左右二行，左右一致，各刻一套，从上至下的顺序为汉、蒙、藏、女真。汉文为正體楷书、蒙古文为传统蒙文楷书、藏文为乌金体、女真文为大字楷书（鼠标悬浮词上可获取文字转写注音信息）：
| 汉文 | 蒙古文               | 藏文         | 女真文            |
| ---- | -------------------- | ------------ | ----------------- |
|      | ᠣᠣᠮ ᠮᠠ᠋ ᠨᠢ ᠪᠠᠳ ᠮᠢ ᠬᠤᠩ | ཨོཾ མ ཎི པད མེ ཧཱུཾ | am ma ni ba mi xu |

### 碑阳
永乐碑碑阳刻有汉文三十行，记录了大明招抚东北少数民族以及建设永宁寺的事情。以下方块□号代表已腐不明的单个缺字，省略号……代表已腐不明且字数不明的多个缺字：
 
《永宁寺记》
伏闻天之德高明，故能覆帱；地之德博厚，故能持载；圣人之德神圣，故能悦近而服远，博施而济众。洪惟我朝统一以来，天下太平五十年矣。九夷八蛮，梯山航海，骈肩接踵，稽颡于阙庭之下者，民莫枚举。惟东北奴儿干国，道在三译之表，其民曰吉列迷及诸种野人杂居焉。皆闻风慕化，未能自至。况其地不生五谷，不产布帛，畜养惟狗。或野□□□□□□□□□物，或以捕鱼为业，食肉而衣皮，好弓矢。诸般衣食之艰，不胜为言。是以皇帝敕使三至其国，招安抚慰，□□安矣。圣心以民安而未善，永乐九年春特遣内官亦失哈等率官军一千余人、巨船二十五艘复至其国，开设奴儿干都司。昔辽、金畴民安故业，皆相庆曰：“□□今日复见而服矣！”遂上□朝□□□都司，而余人上授以官爵印信，赐以衣服，赏以布、钞，大赉而还。依土立兴卫所，收集旧部人民，使之自相统属。
十年冬，天子复命内官亦失哈等载至其国。自海西抵奴儿干及海外苦夷诸民，赐男妇以衣服器用，给以谷米，宴以酒食，皆踊跃欢忻，无一人梗化不率者。上复以金银等物为择地而建寺，柔化斯民，使知敬顺□□□相□之□。十一年秋，卜奴儿干西有站满径，站之左山高而秀丽，先是已建观音堂于其上，今造寺塑佛，形势优雅，粲然可观。国之老幼，远近济济争趋□□高□□□□□威灵，永无厉疫而安宁矣。既而曰：“亘古以来，未闻若斯，圣朝天□民之□□□上忻下至，吾子子孙孙，世世臣服，永无异意矣！”以斯观之，万方之外，率土之民，不饥不寒，欢忻感戴难矣。尧舜之治，天率烝民，不过九州之内。今我□□□□□□□□□，蛮夷戎狄，不假兵威，莫不朝贡内属。《中庸》曰：“天之所覆，地之所载，日月所照，霜露所坠，凡有血气者，莫不尊亲，故曰配天。”正谓我朝盛德无极，至诚无息，与天同体。斯无尚也！无盛也！故为文以记，庶万年不朽云尔。
　　
永乐十一年九月廿二日立
钦差内官：亦失哈 成昌盛 张童儿 张定安　
镇国将军都指挥同知：张旺　
抚总正千户：王迷失帖 王木哈里　
玄城卫指挥：失秃鲁苦　弟秃花哈　妻叭嘛　
指挥：彻里　□□　王谨　
弗提卫指挥佥事：秃称哈　母小彦同男弗提卫千户纳兰（以下不明）
千户：吴者因帖木儿　宁□　马兀良哈　朱诚　王五十六　□□　黄武　王□君　□……　
百户：高中　刘官永奴　孙□　□得试　奴□□　李敬　刘赛因不花　傅□　□□里帖□　韩□　张甫　金□　□原　高迁　叶胜　□□（以下不明）　赵锁古奴　王官音保　王阿哈纳　崔三　鬼三　□□　康速合　阿卜哈　哈赤白　李道安　□道　闫三　
总旗：李速右 ……　
所镇抚：王溥　戴得贤　宋不花　王速不哈　李海赤　高歹都　李均美　
都事：席□　
医士：陈恭　郭□　总吏：黄显　费□　
监造：千户金双顶　撰碑记：行人铜台邢枢　书丹：宁宪　书蒙古字：阿鲁不花　书女真字：康安　钻字匠：罗泰安
来降快活城安乐州千户：王儿卜　木答兀　卜里哈卫镇抚：阿古里　阿剌卜　百户：阿剌帖木□纳　所镇抚：赛因塔　把秃不花　付里住　火罗孙　
自在州千户：□剌□哈弗□的　阿里哥出　百户：满秃　
木匠作头：石不哥儿　金卯白　揭英　妆塑匠：方善庆　宋福　漆匠：李八回 □匠　黄三儿　史信郎　烧砖瓦窑匠：总旗熊闰　军人张猪弟　泥水匠：王六十　张察罕帖木
都指挥同知：康旺　都指挥佥事：王肇舟　佟答剌哈　经历：刘兴　吏：刘妙胜

### 碑阴
永乐碑碑阴左侧由左向右刻写蒙古文十五行，为碑阳汉文简略的译文，使用传统蒙古文楷书刻写。碑阴右侧由右向左刻写女真文十五行，为碑阳汉文简略的译文，使用女真大字楷书刻写。为注音方便，本条目采用横行排版，请将鼠标悬浮词上以获取文字转写注音信息：

## 《重修永宁寺记》碑文
宣德碑只有碑阳刻字，全为汉文。以下方块□号代表已腐不明的单个缺字，省略号……代表已腐不明且字数不明的多个缺字：
 
《重修永宁寺记》
惟天之高覆，四时行，万物生焉；地之厚载，二气合没，万物育焉；圣人之至德，五常明，万姓归焉。故尧舜仁昭而□□□所化□，无为而治，后世□闻□者，恭惟我圣朝布德施惠，□而愈明，天下归服，隆盛久矣。是以蛮夷戎狄，闻风向化而朝□贡者，络绎不绝。惟奴儿干国远□□之表，道万余里，人有女直或野人、吉列迷、苦夷，非重译莫晓其言，非威武莫服其心，非乘舟难至其地，非□□难处其居，风俗之异，弗能备举。洪武间，遣使至其国而未通；永乐中，上命内官亦失哈等□，锐驾大航，五至其国，抚谕慰安，设奴儿干都司。其官僚抚恤，斯民归化，遂捕海青方物朝贡。上嘉其来，赐爵给赏，劳慰还之。朝廷尤虑未善，更命造寺，使柔化之。十一年秋，择地满径之左，创寺塑佛，曰永宁寺。国民所观，忻然皆曰：“我地亘古以来，未有□此□□也！”宣德初，复遣太监亦失哈部众再至，以当念圣天子与天同体，明如日月，仁德之大，恩泽之渥，谕抚之其民悦服。且整饰佛寺，大会而还。
七年，上命太监亦失哈同都指挥康政率官军二千，巨舡五十再至。民皆如故，独永宁寺破毁，基址有焉。究□之，其□人吉列迷毁寺者，绵悚惧战栗，尤之以戮。而太监亦失哈等体皇上好生柔远之意，特加宽恕。斯民谒者，仍宴以酒食，给以布物，愈抚恤。于是人无老少，踊跃欢忻，咸啧啧曰：“天朝有仁德之君，乃有启处之方，我属无患矣！”时众议西郭仍建原寺，敢不复治。遂委官重造，命工塑佛，不劳而毕，华丽典雅复胜于先。国人无远近。皆来顿首，谢曰：“我等臣服，永无疑矣！”以斯观之，此我圣朝聪明德博，道高尧舜，存心于天下，加惠于穷民，使八方四裔、多士万姓无一饥寒者。太监亦失哈、都指挥康政尤能宽仁厚恕，政治普化，服安蛮夷，懿欤尚矣！伟欤懋哉！正谓圣主布德施惠，非求报于百姓也；郊望褅尝，非求报于鬼神也。山致其高，云雨兴焉；水致其深，蛟龙生焉；君子致其道德，而福禄归焉。是故有阴德，必有阳报；有隐行，必有昭名，此之谓也。故为文记，万世不朽云。
大明宣德八年癸丑岁季春朔日立　钦差都知监太监亦失哈　御马监左少监三命内官范桂　□□　阮落　□蓝　阮通　给事中□旦　辽东都司都指挥康政　指军高勖　崔源　高□李□ ……　金宝　金□　崔越 ……　高□　□□　马旺　黄督　马□ ……　医士□□ ……　□□　王□　□□　□春　陆□ ……　海西□□等卫指挥　木答兀哈　弗家奴　李希塔　木兀花□　□□□剌木兀哈 …… …… 周□　□□　金海　王全　□□　群英□□　通事百户康安　书丹□□张竞　画匠□升　孙义　木匠　□成　石匠　□□　余海　泥水匠□□　铁匠雷遇春 ……　□□□都指军康福　王肇舟　佟胜　经历孙□　吏刘观